# Saint-Étienne-de-l'Olm
Saint-Étienne-de-l'Olm là một xã trong vùng Occitanie. Xã Saint-Étienne-de-l'Olm nằm ở khu vực có độ cao trung bình 120 mét trên mực nước biển.